# آدم دروري (لاعب كرة قدم مواليد 1978)
آدم دروري (بالإنجليزية: Adam Drury)‏ (29 أغسطس 1978 في المملكة المتحدة - ) هو لاعب كرة قدم بريطاني في مركز الدفاع. لعب مع برادفورد سيتي وليدز يونايتد ونورويتش سيتي ونادي بيتربورو يونايتد.

## وصلات خارجية
- ادم دروري على موقع قاعدة بيانات كرة القدم.إي يو (الإنجليزية)
- ادم دروري على موقع Soccerbase.com (لاعب) (الإنجليزية)
- ادم دروري على موقع عالم كرة القدم.نت (الإنجليزية)